# زبنيتس
زبنيتس (بالألمانية: Sebnitz) هي Grosse Kreisstadt، قرية و بلدة ألمانية تقع في ألمانيا في سويسرا السكسونية-جبال الخام الشرقية ‏. يقدر عدد سكانها بـ 10,375 نسمة .

## المدن التوأمة
مدن برونتال، كاشينا و مونتاباور هي مدن توأمة لـزبنيتس.